# Ермачки
Ермачки — деревня в Смоленской области России, в Кардымовском районе. Расположена в центральной части области в 2,5 км к западу от Кардымова, у автодороги Р134 «Старая Смоленская дорога» Смоленск — Дорогобуж — Вязьма — Зубцов. Население — 39 жителей (2007 год). Входит в состав Кардымовского городского поселения.

## История
В 1781 году во владельческом (принадлежало Г.К.Молохову и А.И. Кашинскому) сельце Большие Ермачки 4 двора и 66 жителей. В 1859 году в деревне Ярмочки и сельцах Большие Ярмачки и Малые Ярмачки 9 дворов, 92 жителя. В 1904 году населённые пункты в составе Цуриковской волости Смоленского уезда, 91 житель. В 1917 году дуревня во владении помещика Васильева. В период оккупации в деревне действовала подпольная молодёжная организация под руководством Федосея Чечикова. Ею был разобран мост через реку Большой Вопец, тем самым лишив немецкие войска переправы. Чечиков был выдан фашистам и повешен ими в Кардымове. 

## Достопримечательности
- Памятники археологии: 10 курганов в окрестностях деревни.